# Karl von Raiffeisen
Karl Emmerich Ludwig Raiffeisen, ab 1881 von Raiffeisen, (* 25. Februar 1820 in Waldenburg; † 13. Oktober 1888 in Heilbronn) war ein deutscher evangelischer Theologe.

## Familie
Karl Raiffeisen war der Sohn des Stadtpfarrers in Waldenburg Johann Karl Raiffeisen (1785–1843) und der Eleonore Christina Koch. 1845 heiratete er Elisabeth Luise Julie Ammon. Mit ihr hatte er sechs Kinder. 

## Beruf
Nach dem Besuch der Lateinschule in Schwäbisch Hall und des evangelisch-theologischen Seminars in Blaubeuren studierte er evangelische Theologie im Tübinger Stift. Von 1841 bis 1843 war er Vikar bei seinem Vater in Gailenkirchen, nach dessen Tod wurde er dort Pfarrer. Nach Pfarrstellen in Eschelbach und Untersteinbach wurde er 1853 Stadtpfarrer und Dekan in Langenburg. 1871 wurde er Dekan in Ludwigsburg und im Mai 1880 als Nachfolger des in den Ruhestand gegangenen Friedrich von Brackenhammer Prälat und Generalsuperintendent von Heilbronn. Er starb an einer Lungenentzündung.

## Politik
Die Generalsuperintendenten der Evangelischen Landeskirche waren Kraft Amtes privilegierte Mitglieder der Zweiten Kammer des württembergischen Landtags.  Karl von Raiffeisen trat nach seiner Ernennung in Heilbronn deshalb auch 1880 in den Landtag ein. Er übte das Amt bis zu seinem Tod aus.

## Auszeichnung
Raiffeisen wurde 1877 das Ritterkreuz erster Klasse des Friedrichs-Ordens verliehen. 1881 erhielt er das Ehrenritterkreuz des Ordens der Württembergischen Krone, welches mit dem persönlichen Adelstitel (Nobilitierung) verbunden war.